# Lettera al padre
Lettera al padre  (Brief an den Vater) è una lettera di Franz Kafka al padre, scritta nel 1919 però mai spedita. In questa lettera, pubblicata postuma nel 1952, come nei Quaderni in ottavo, lo scrittore rende con chiarezza quei presupposti filosofici e psicologici che nei suoi romanzi tanto sono nascosti dallo stile e dai temi volutamente surreali e oscuri.

## Contenuto
Lo scrittore critica principalmente l'azione educativa del padre autoritario.
La lettera tratta anche in tono confidenziale dei rapporti all'interno della famiglia Kafka, di come Franz, bambino, abbia vissuto la figura del padre, duro con il figlio e superiore con tutti.
Nella critica aspra emergono però anche aspetti controversi: le paure della sua adolescenza, la stima verso il padre che arriva spesso all'adorazione e l'odio che arriva spesso al disprezzo, la mancanza di religiosità e il rapporto inesistente con l'ebraismo, la vita familiare travagliata, le disparità con le sorelle e la sua esperienza affettiva personale mai accettata dal padre.
Di indubbia importanza per la comprensione unitaria della poetica kafkiana, questo testo è sicuramente la testimonianza più nitida della predominanza che la figura del Padre ha avuto nella vita esistenziale, lavorativa e sentimentale di Franz Kafka.

## Edizioni italiane
- traduzione di Anita Rho, Il Saggiatore, Milano 1959; Mondadori, Milano, 1972-2024.
- traduzione di Claudio Groff, postfazione di Georges Bataille, SE, Milano, 1987-2024, ISBN 978-88-672-3863-7; Feltrinelli, Milano, 1991-2024, ISBN 88-07-82003-X.
- traduzione di Francesca Ricci, con introduzione di Italo Alighiero Chiusano, Newton Compton, Roma, 1993, ISBN 88-7983-059-7.
- a cura di Federica Frattini, Morano, Napoli 1994, ISBN 88-8036-027-2.
- traduzione di Danila Moro, Demetra, Colognola ai Colli, 1997, ISBN 88-440-0537-9; Giunti, Firenze, 2015; revisione e note di Liselotte Longato, Introduzione di Massimo  Morasso, Collana Passepartout, Firenze, Giunti-Barbèra, 2024, ISBN 978-88-099-2058-3.
- traduzione e cura di Enrico Ganni, Introduzione di Klaus Wagenbach, Collana ET Classici, Einaudi, Torino, 2011, ISBN 978-88-062-2113-3.
- traduzione e cura di Giulio Schiavoni, Collana BUR Grandi Classici, Rizzoli, Milano 2013, ISBN 978-88-17-06801-7.
- traduzione di Cesare De Marchi, Vitalis Verlag, Praga 2015, ISBN 978-80-7253-345-9.
- traduzione di Nicoletta Giacon, Garzanti, Milano 2016, ISBN 978-88-11-81117-6.
- traduzione di Christian Kolbe, Edizioni Clandestine, Massa, 2017, ISBN 978-88-659-6604-4.
- trad. di Francesco Vitellini, Collana I Grandi Classici, Liberamente, 2023, ISBN 978-88-631-1487-4.